# Lokman Abou Sakhr
Lokman Abou Sakhr, de son vrai nom Khaled Hamadi Chaieb, est un chef djihadiste et terroriste algérien. Vers 2012, il est désigné comme émir de la katiba Okba Ibn Nafaâ, la branche tunisienne d'Al-Qaïda au Maghreb islamique (AQMI),.

## Biographie
En 2013 et 2014, Lokman Abou Sakhr prend part aux combats sur le Mont Chaambi. Il commande environ 70 à 100 hommes, dont certains seraient issus d'Ansar al-Charia. Il aurait mené, le 29 juillet 2013, l'embuscade de Sabaa Diar au cours de laquelle huit soldats tunisiens sont tués et égorgés. Le 17 juillet 2014 à Henchir Talla, ses hommes tuent quinze soldats, infligeant alors son plus sanglant revers à l'armée tunisienne,.
En septembre, la katiba ou phalange Okba Ibn Nafaâ annonce apporter son soutien à l'État islamique, sans toutefois lui prêter allégeance.
Le 28 mars 2015, les troupes de la garde nationale tendent une embuscade dans le gouvernorat de Gafsa à un véhicule suspect. Lors de cette opération de Sidi Aïch, neuf terroristes sont tués dont Lokman Abou Sakhr. Le gouvernement tunisien déclare le lendemain que Lokmane Abou Sakhr était responsable de l'attaque du musée du Bardo du 18 mars, malgré le fait que l'attentat ait été revendiqué par l'État islamique et non par AQMI.
Cependant, l'implication réelle de Lokmane Abou Sakhr dans l'attentat du Bardo est mise en doute. Ainsi, pour le journaliste David Thomson, il y a de la part du gouvernement tunisien, « une difficulté à reconnaître que l'État islamique est présent sur son sol », il « vient de tuer le chef militaire de la brigade tunisienne d'AQMI, et veut démontrer son efficacité aux lendemains des attentats ».
Le 20 octobre 2019, son frère Ouf Abou Mouhajer, est abattu à son tour par les unités sécuritaires et militaires tunisiennes sur les hauteurs de Kasserine.